# Sport-Express
Sport-Express (russisch Спорт-Экспресс; Sport-Ekspress) ist eine im August 1991 gegründete russischsprachige Tageszeitung, die sich ausschließlich mit Sport befasst. Themenschwerpunkte sind Fußball und Eishockey. Mit einer Reichweite von 700.000 gehört sie zu den reichweitenstärksten Tageszeitungen Russlands.
Sport-Express wird in 29 Städten in Russland, Lettland, Belarus, Kasachstan und der Ukraine gedruckt. Zudem gibt es eine gleichnamige Tochterzeitung in New York, die jedoch nur wöchentlich erscheint. Die Zeitung kann als kostenloses E-Mail-Abo bezogen werden. Die Website der Zeitung bietet sämtliche Inhalte, eine tägliche Auswahl von ins Englische übersetzten Artikeln sowie je einen russisch- und englischsprachigen Sportnachrichtenticker.
Sport-Express ist Mitglied der European-Sports-Magazines-Vereinigung.